# Сотомайор, Соня
Со́ня Сотомайо́р (англ. Sonia Sotomayor; род. 25 июня 1954, Бронкс, Нью-Йорк) — член Верховного суда США с 6 августа 2009 года.

## Биография
Родилась в семье пуэрто-риканского происхождения. Её отец умер, когда Соне было 9 лет. В 1976 году она с отличием окончила Принстонский университет, получив степень бакалавра гуманитарных наук (искусств), а в 1979 году окончила Школу права Йельского университета со степенью доктора права. По окончании учёбы на протяжении пяти лет она работала помощником окружного прокурора в Нью-Йорке, а в 1984 году занялась частной юридической практикой.
В 1991 году Джордж Буш старший выдвинул Сотомайор на должность судьи в Федеральный Окружной суд Южного округа Нью-Йорка. Её кандидатура была утверждена в 1992 году. C 1998 по 2009 год она была судьёй апелляционного суда Второго округа, где рассмотрела более 3000 исков и вынесла около 380 судебных решений.
В августе 2009 года Сотомайор вошла в состав Верховного суда США на место Дэвида Саутера по предложению президента США Барака Обамы, став первой латиноамериканской судьёй в этой должности. К тому моменту её политически характеризовали как центристку с либеральным уклоном, а уже спустя год Сотомайор причисляли к уверенно либеральным судьям Верховного суда.
Член Американской академии искусств и наук (2018). Страдает тяжёлой формой диабета.